# Тарсеевский сельсовет
Тарсеевский сельсовет — упразднённая административно-территориальная единица, существовавшая на территории Московской губернии и Московской области до 1939 года.
Тарсеевский сельсовет был образован в первые годы советской власти. По данным 1922 года он входил в состав Константиновской волости Сергиевского уезда Московской губернии.
По данным 1926 года в состав сельсовета входили деревни Жарья, Тарсеево и Торжнево.
В 1929 году Тарсеевский с/с был отнесён к Константиновскому району Кимрского округа Московской области.
17 июля 1939 года Тарсеевский с/с был упразднён. При этом все его населённые пункты (Жарья, Тарсеево и Торжнево) были переданы в Богородский с/с.